# 星徹
星 徹（ほし とおる）は、日本の工学者。東京工科大学教授。博士（工学）。

## 経歴
1969年に東京工業大学理工学部電気工学科を卒業し、日立製作所に入社する。同社戸塚工場、同システム開発研究所，同中央研究所で、ネットワークシステムなどに関する研究開発に携わった。
1975年にカリフォルニア大学ロサンゼルス校（UCLA）大学院修士課程を修了。
2003年に東京工科大学コンピュータサイエンス学部教授に就任。
また、情報処理学会論文誌編集委員，同会グループウェアとネットワークサービス研究会主査なども務めた。
専門分野は、ユビキタスネットワーク、グループウェア、マルチメディア通信、IPテレフォニー、ユビキタスホームなど。

## 略歴
- 1969年 東京工業大学理工学部電気工学科卒業。日立製作所勤務
- 1975年 UCLA大学院修士課程修了
- 2003年 東京工科大学コンピュータサイエンス学部教授
- 2007年 東京工科大学コンピュータサイエンス学部長
- 2011年 東京工科大学名誉教授

## 著書
主な著書は次の通りである。

### 共著
- 『社会基盤としてのインターネット』　岩波書店〈岩波講座 インターネット〉、2001年9月、ISBN 978-4000110563
- 『ネット家電とその技術』　裳華房〈NetComライブラリ〉、2002年10月、ISBN 978-4785368111

### 共編著
- 『Communication and Collaboration support System』　IOS press、The Netherlands、2005年

## 論文
主な論文は次の通りである。
- 「Webチャネルと音声チャネルを連携するWeb-CTI 統合システム」『情報処理学会論文誌』　Vol.41、No.10、2000年
- 「Voice over IP Enabling Telephony and IP Network Convergence」『IEICE Trans., Inf. & Syst.』　Vol.E83-D、2001年
- 「File Management Using Virtual Directory Architecture for Central Managed P2P Information Sharing System(NRBS)」『情報処理学会論文誌』　2005年
- 「SIPによる集中制御型会議システムの開発」『情報処理学会論文誌』　Vol.46、No.1、2005年
- 「会話の言い直しを利用したVoIPの音切れ補間方式の提案」『情報処理学会論文誌』　Vol.47、No.7、2006年